# Phantazia (Marvel Comics)
Phantazia —Fantazia en España— (Eileen Harsaw) es un personaje ficticio del cómic X-Men. Está relacionada con el equipo de supervillanos Hermandad de Mutantes Malignos. Fue creada por Fabian Nicieza y Rob Liefeld, e hizo su debut en X-Force vol. 1 # 6 en 1992. 

## Historia

### Hermandad de mutantes diabólicos
Phantazia fue reclutado por el Sapo en su alineación de la Hermandad de Mutantes Malignos. Ella fue uno de los miembros más poderosos del grupo, gracias a sus capacidades mutantes que le permitían manipular y alterar no solo los sistemas electrónicos y armamento de sus oponentes, sino también sus sentidos físicos y poderes sobrehumanos. Su primera misión con la Hermandad la llevó a luchar contra la fuerza de ataque mutante llamada Fuerza-X. Ella ayudó a localizar fácilmente el búnker oculto del equipo. En la batalla, ella canceló el armamento de Cable, e interrumpió el campo de fuerza de Bala de cañón, lo que permite a Sauron herirlo en el pecho.
Después de la derrota de la morlock Thornn, Phantazia huyó, dejando al morlock Masque solo, en la batalla.
Otras misiones llevaron a la Hermandad a combatir a X-Factor, Darkhawk (Halcón Oscuro), Spider-Man y Sleepwalker (Sonámbulo).
Finalmente, Phantazia fue invitada a Avalon, un santuario mutante, por Exodus. Ella rechazó la oferta y se quedó con la Hermandad. La enfermedad de Pyro estaba acabando con él, así que la Hermandad lo llevó con el mutante Empyrean, que podría evitar el dolor de Pyro. Los X-Men finalmente se enteraron de lo que estaba pasando, y durante la batalla, Phantazia fue derrotada por Psylocke y su "hoja psíquica". Después de la escaramuza, Phantazia partió de la isla con sus compañeros de equipo. A pesar de que la Hermandad haría varias apariciones después de esto, ella no se ve más en el equipo.

### Dinastía de M
Phantazia resurgió en la alteración de la realidad conocida como el "Día-M", como uno de los guardias de Magneto. Después de que la realidad fue restaurada, Phantazia se confirmó como uno de los muchos mutantes que perdieron sus poderes. Ella actualmente se encuentra recluida en una clínica psiquiátrica por S.H.I.E.L.D., reducida a un parcial estado catatónico por el trauma del cambio de la realidad. La entonces Directora de S.H.I.E.L.D., Maria Hill, dice en una conversación con Iron Man (Tony Stark) que Eileen ha estado murmurando las palabras "House of M" en varias ocasiones en su celda durante algún tiempo después de perder sus poderes.

## Poderes
Phantazia era una mutante que poseía la capacidad de detectar y manipular campos de energía electromagnética. Como mutante, Phantazia era capaz de sentir, manipular y alterar diversas áreas y longitudes de onda de varias formas de energía (que se ha referido a su poder como «armonización»). A pesar de los límites superiores de sus poderes no estaban claramente definidos, se supone que Phantazia podría usar su poder para desbaratar cualquier cosa de una naturaleza electromagnética. Al interrumpir los campos eléctricos de las máquinas, Phantazia podría cortocircuitarlas por completo, o controlarlas hasta cierto punto.

## Otras versiones

### Era de Apocalipsis
Phantazia tuvo una breve aparición en la Era de Apocalipsis, en la que fue uno de los prisioneros de Mr. Siniestro. Ella fue una de las innumerables víctimas de la Bestia Oscura y sus experimentos genéticos, al punto de que perdió su cabello y estaba demasiado débil para usar sus poderes. Ella trató de escapar con otros presos, pero fue rápidamente capturada de nuevo. Ella y sus compañeros fueron devueltos a la Bestia Oscura.

### Dinastía de M
Phantazia fue vista como parte de la guardia de elite de Magneto.